# Algeria International 2023
Die Algeria International 2023 als offene internationale Meisterschaften von Algerien im Badminton fanden vom 19. bis zum 22. Oktober 2023 in El Biar statt.

## Sieger und Platzierte
| Disziplin    | Gold                                    | Silber                                 | Bronze                                         |
| ------------ | --------------------------------------- | -------------------------------------- | ---------------------------------------------- |
| Herreneinzel | Ade Resky Dwicahyo                      | Sacha Leveque                          | Simon Baron-Vezilier                           |
| Herreneinzel | Ade Resky Dwicahyo                      | Sacha Leveque                          | Christopher Vittoriani                         |
| Dameneinzel  | Rosy Oktavia Pancasari                  | Clara Lassaux                          | Keisha Fatimah Az Zahra                        |
| Dameneinzel  | Rosy Oktavia Pancasari                  | Clara Lassaux                          | Romane Cloteaux-Foucault                       |
| Herrendoppel | Koceila Mammeri Youcef Sabri Medel      | Mohamed Abderrahime Belarbi Adel Hamek | Nicolas Franconville Lorrain Joliat            |
| Herrendoppel | Koceila Mammeri Youcef Sabri Medel      | Mohamed Abderrahime Belarbi Adel Hamek | Sifeddine Larbaoui Mohamed Abdelaziz Ouchefoun |
| Damendoppel  | Amy Ackerman Deidre Laurens             | Yasmina Chibah Linda Mazri             | Haya Almudarra Khadijah Kawthar                |
| Damendoppel  | Amy Ackerman Deidre Laurens             | Yasmina Chibah Linda Mazri             | Mounib Celia Dounia Naama                      |
| Mixed        | Koceila Mammeri Tanina Violette Mammeri | Hugo Chanthakesone Leila Zarrouk       | Oussama Keddou Tinhinane Chila                 |
| Mixed        | Koceila Mammeri Tanina Violette Mammeri | Hugo Chanthakesone Leila Zarrouk       | Amahd Shaikh Khadijah Kawthar                  |